# Николо-Урюпино
Нико́ло-Урю́пино — село в Московской области России. Входит в городской округ Красногорск.
Население — 693 чел. (2010).
Первые сведения о селе относятся к концу XVI века. В селе находится усадьба Никольское-Урюпино.

## История
В конце XVI века Николо-Урюпино впервые упоминается в составе дворцового села Павшино. В начале XVII века принадлежало дьяку Богдану Кашкину, с 1621 года — князю Никите Одоевскому, с 1629 — дьяку Фёдору Лихачёву, а в 1635 опять вернулось в род Одоевских. Именно тогда в Урюпине появилась первая усадьба, последовательно расширявшаяся в течение XVII века. По переписи 1646 года, князь Одоевский владел всего 19 дворами, на которых жили 64 человека. В 1664—1665 Никита Иванович Одоевский выстроил каменную церковь Николая Чудотворца, авторство которой приписывается крепостному мастеру Павлу Потехину. В 1840 году М. Д. Быковский дополнил Никольскую церковь колокольней; в остальном она по сей день сохраняет первоначальный облик.
В 1721 году имение перешло в род Долгоруких, а после того, как они впали в немилость при Анне Иоанновне, было передано А. И. Кайсарову. Кайсаров также потерял Урюпино в ходе дворцовых интриг, вернул его при Елизавете, но вскоре был вынужден вернуть его Долгоруким. В 1774 В. С. Долгорукий продал село Н. А. Голицыну.
Именно при Н. А. Голицыне, владевшем соседней усадьбой Архангельское, в Никольском-Урюпине возобновляется усадебное строительство, создаётся классический пейзажный парк, строится главное здание (позже, в середине XIX века, выстроено заново), «Белый домик».
В 1840-е — 1860-е годы при князе М. Н. Голицыне крепостные мастера под наблюдением М. Д. Быковского выстроили новый усадебный комплекс. Голицын также содержал суконную фабрику, на которой работало до 250 человек. После реформы 1861 года крестьяне оказались без земли и стали покидать село, однако Голицыным удавалось поддерживать блеск старой усадьбы вплоть до 1917 года. В 1918 году она была национализирована, в 1920—1929 в усадьбе работал художественно-бытовой музей. В 1921 году по соседству, в Нахабино, открылся военный полигон, который вскоре поглотил и земли Николо-Урюпина. Военные построили рядом с усадьбой трех-этажное здание — в этом комплексе (лаборатории) и появились первые понтоны Красной Армии.
В доме № 82 жил со своей семьей выдающийся деятель военно-инженерной науки Д. М. Карбышев.
С 1994 до 2005 года село входило в Ильинский сельский округ Красногорского района, а с 2005 до 2017 года включалось в состав Ильинского сельского поселения Красногорского муниципального района.

## Население
| 2002 | 2006 | 2010 |
| ---- | ---- | ---- |
| 87   | ↘17  | ↗693 |

По данным переписи 1989 года в селе значилось 85 хозяйств и 191 житель.

## Фотографии

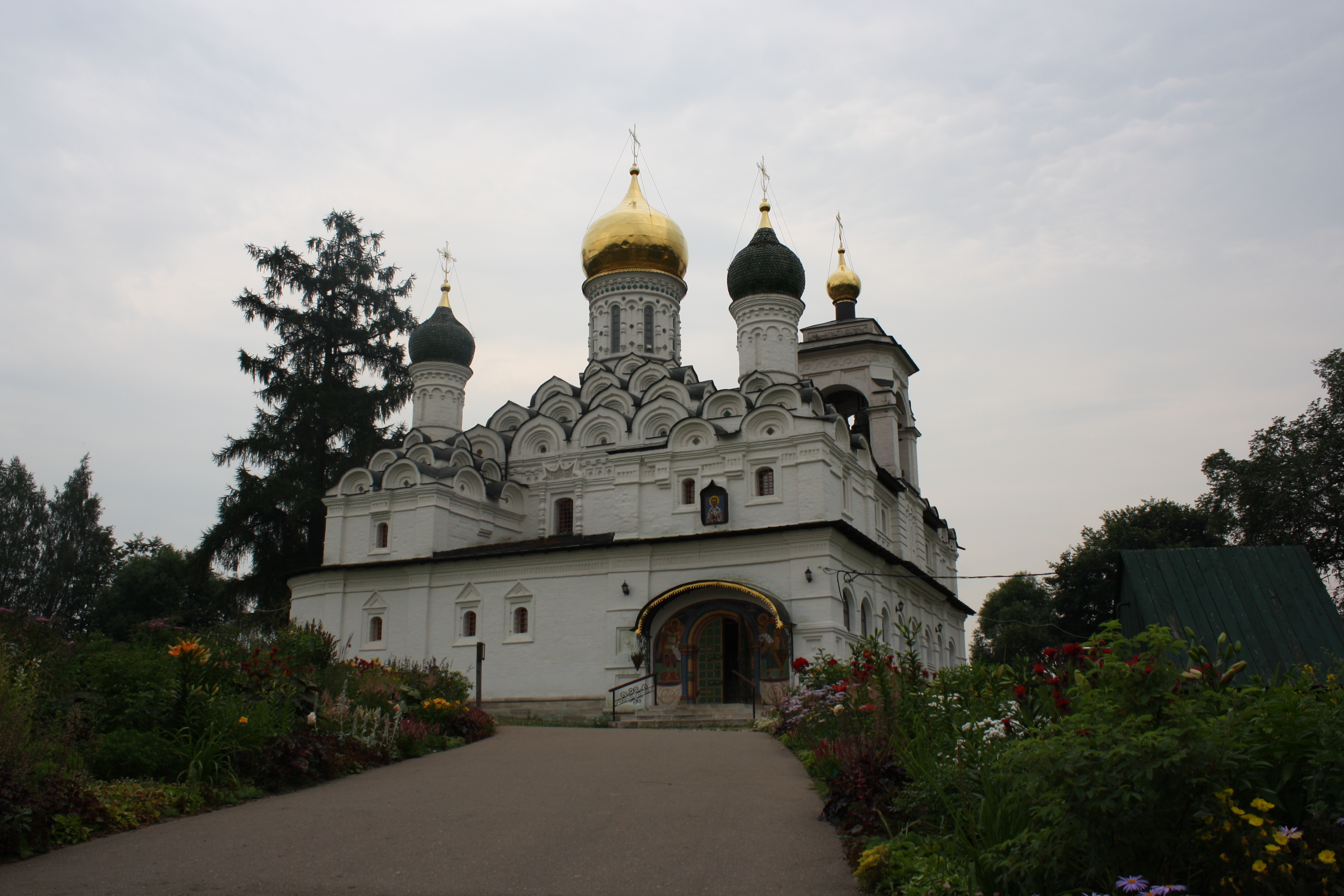
Церковь Николая Чудотворца
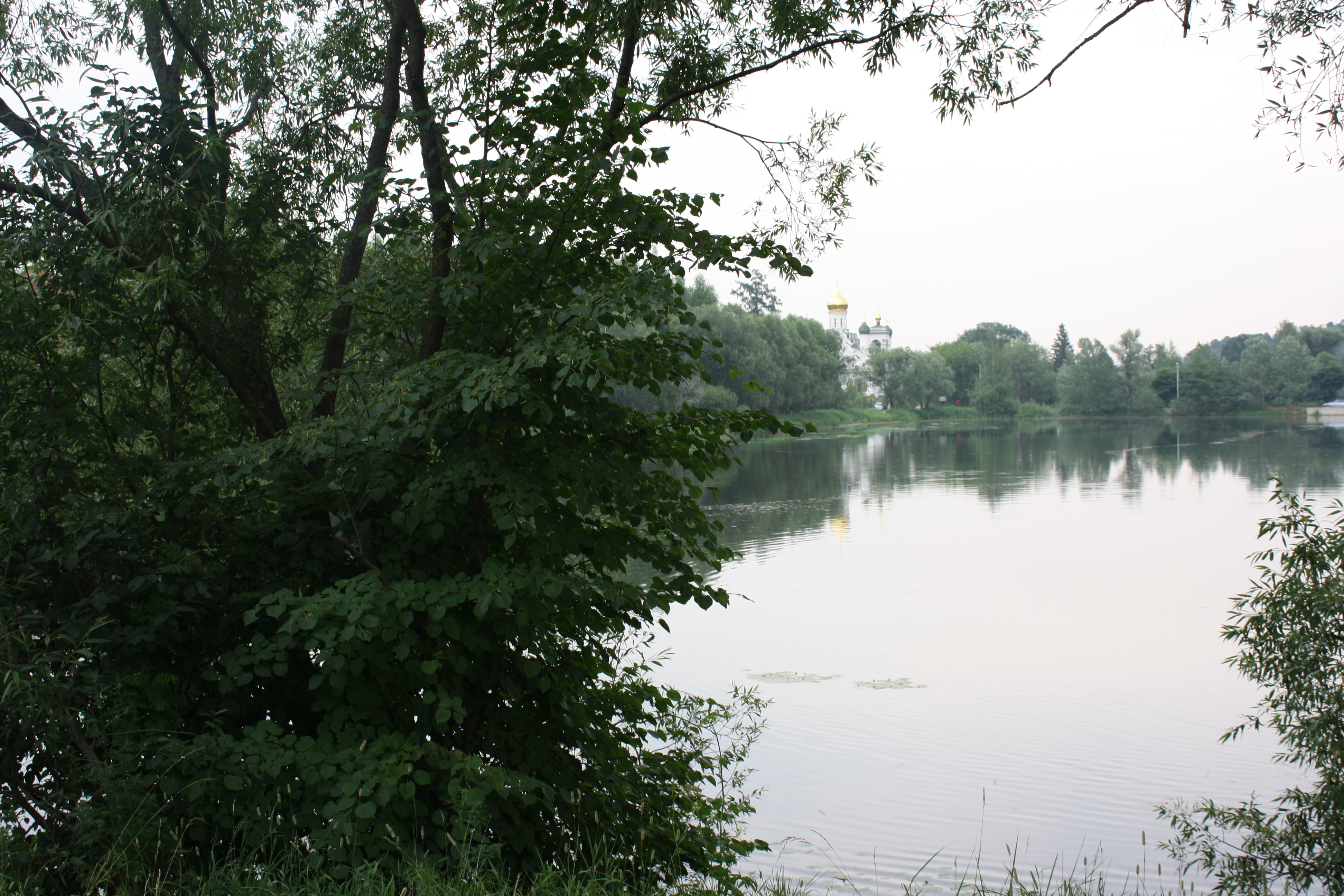
Пруд за Никольской церковью
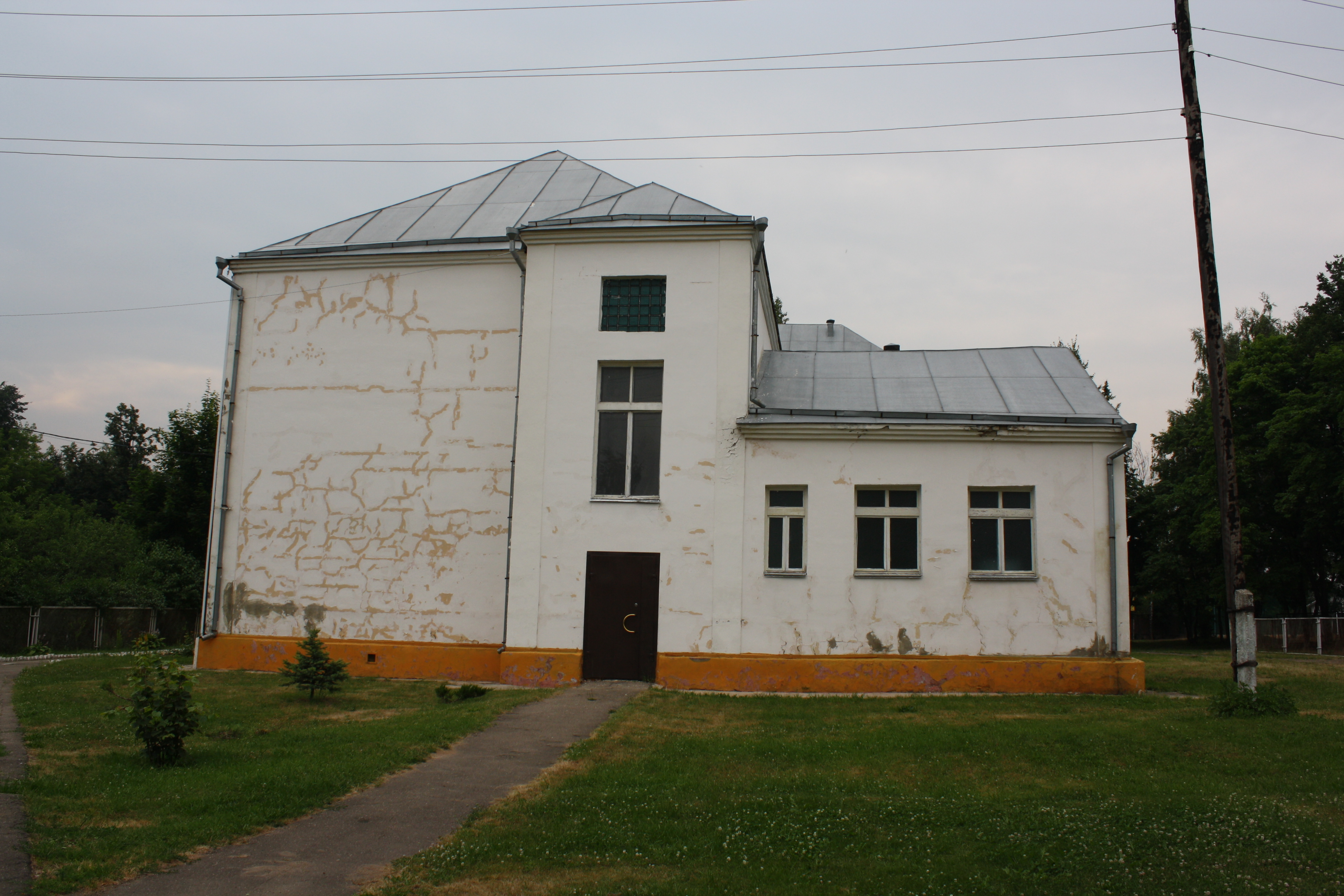
Николо-Урюпинская школа
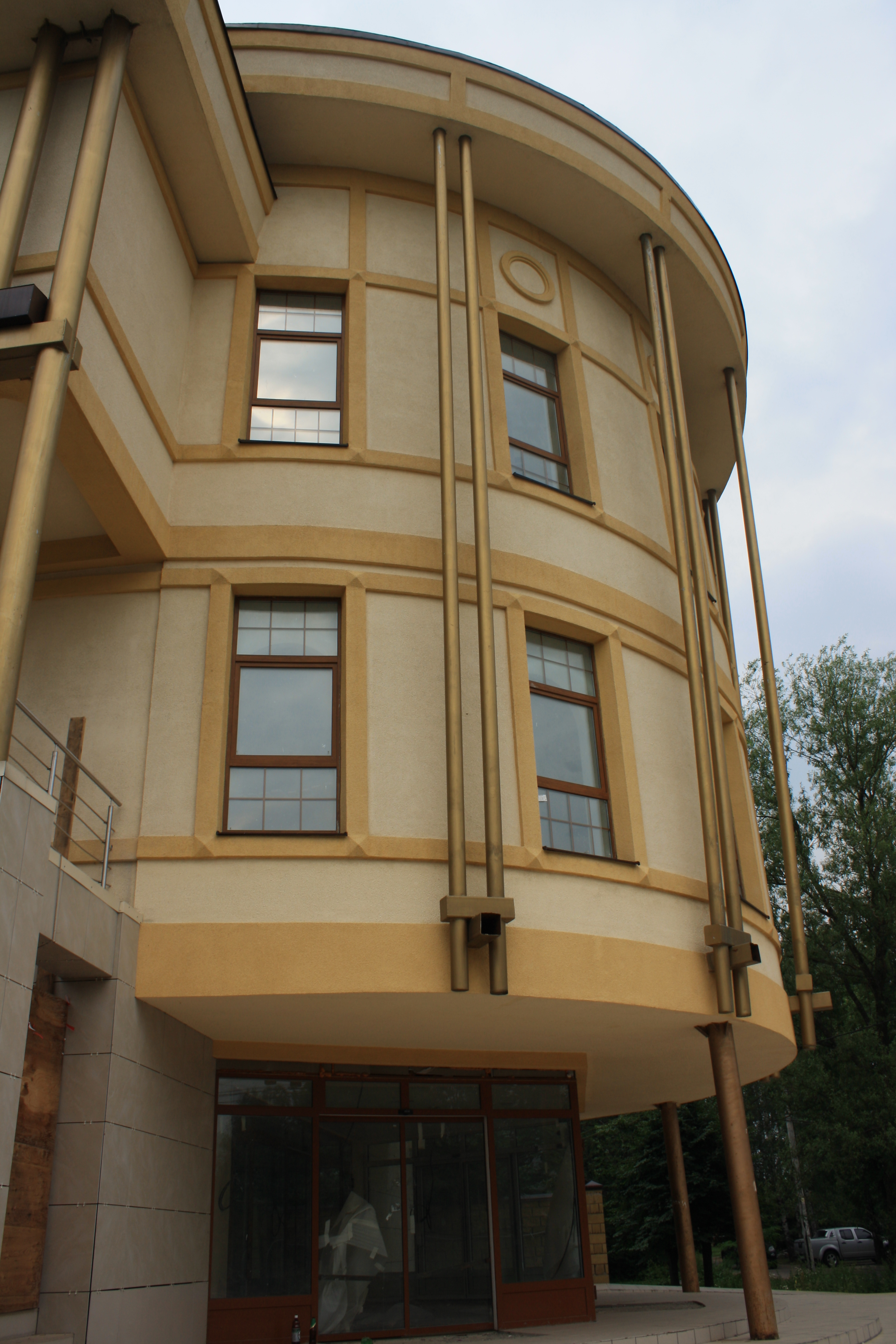
Новый торговый центр
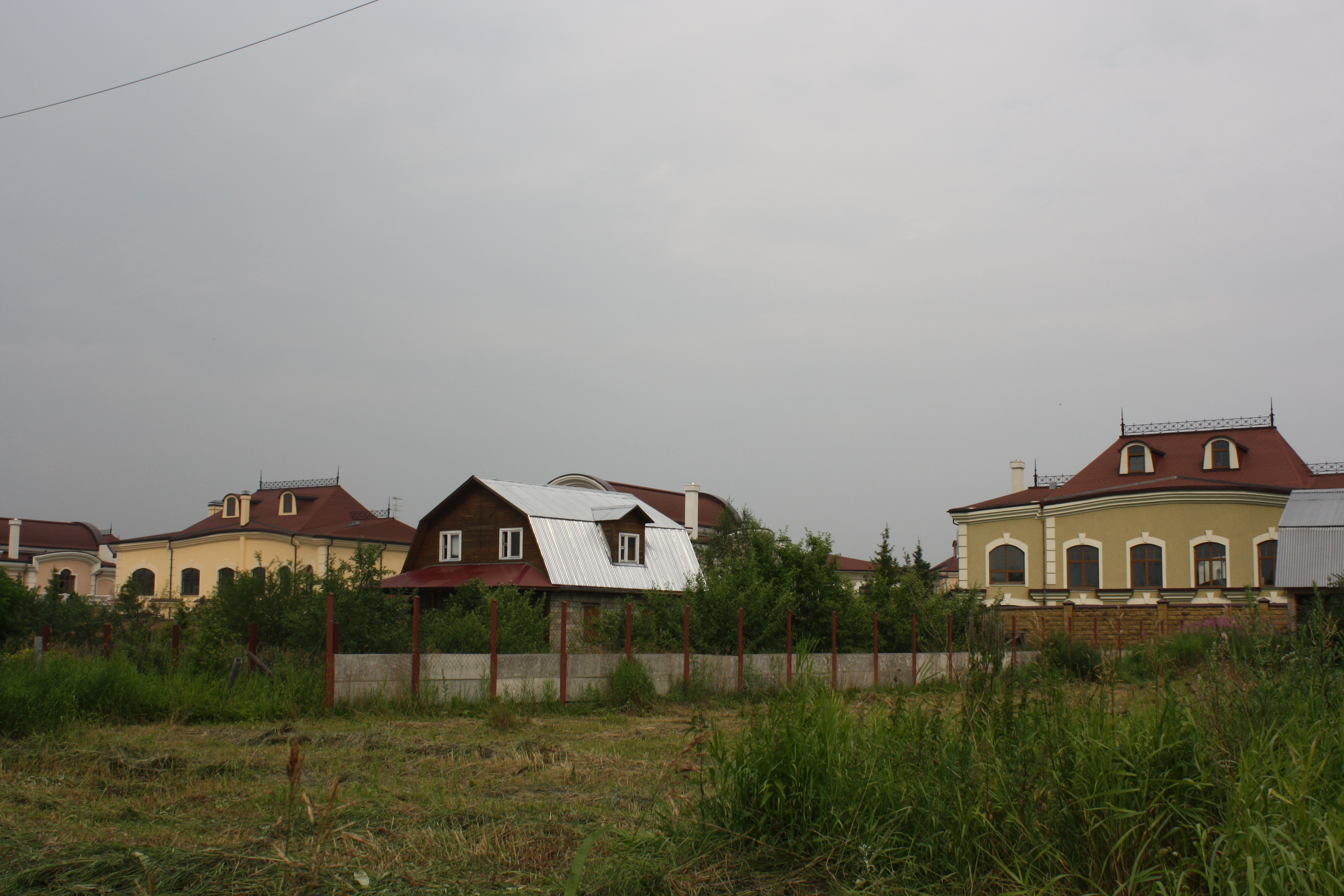
Сельский пейзаж
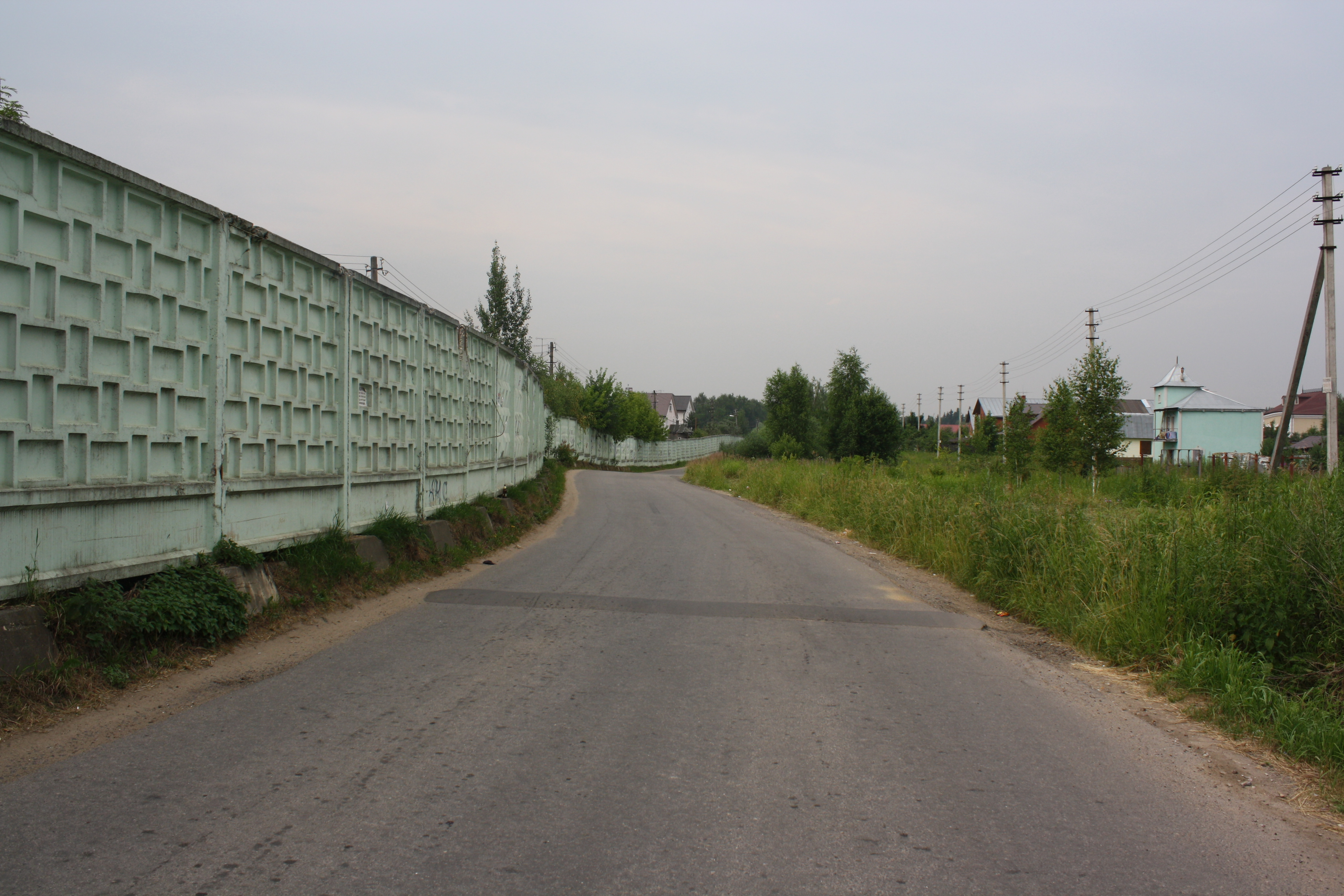
Сельская улица
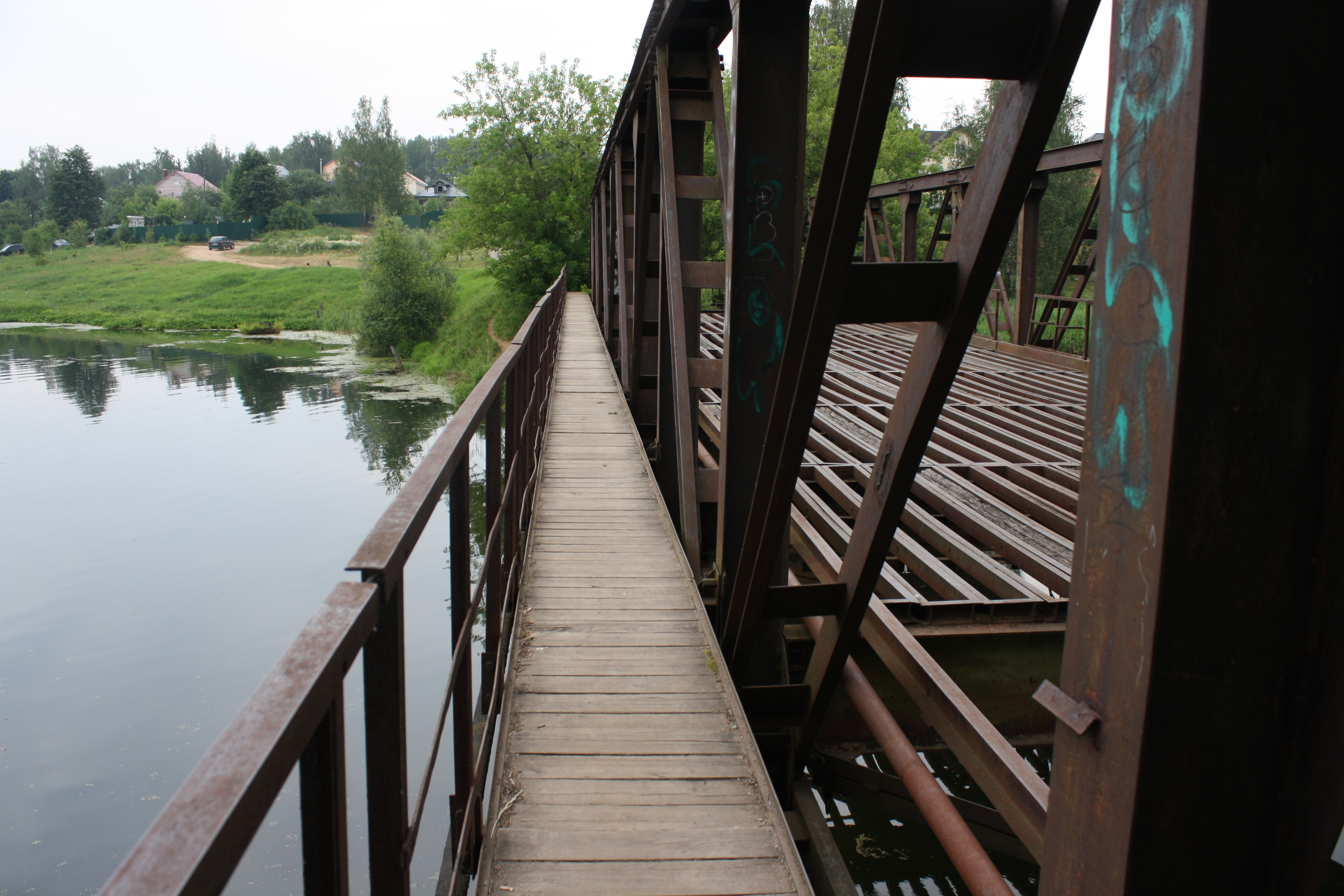
Заброшенный мост
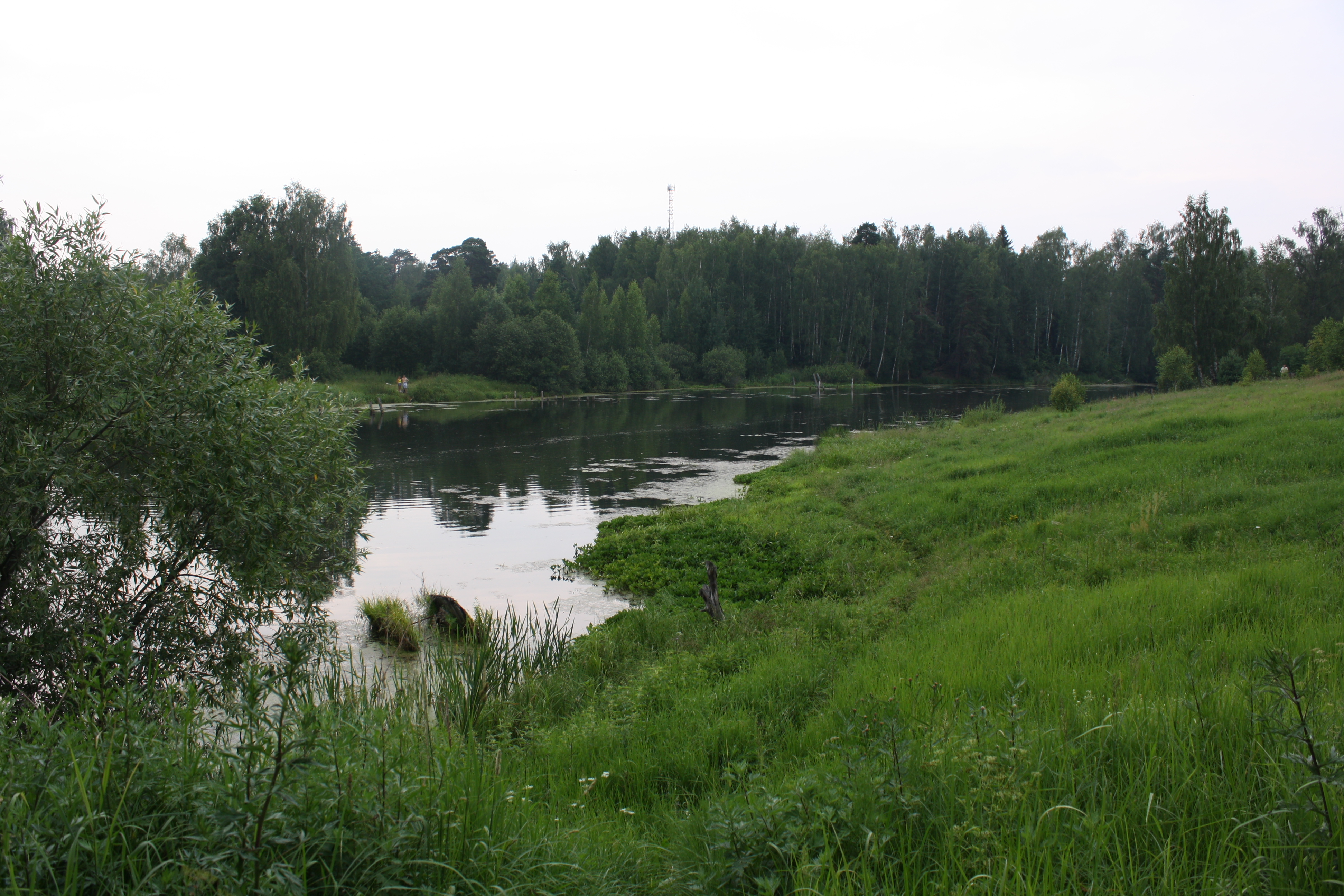
Пруд